# Adam Toczko
Adam Toczko (* 1965 Gdyně) je polský hudební producent a zvukový inženýr. Je laureátem ceny polského hudebního průmyslu Fryderyk. V letech 1995 až 1997 tvořil duo společně s Tomaszem Bonarowskim, společně pracovali ve studiích Modern Sound ve Gdyni, Deo Recordings ve Visle a ve Studio Buffo ve Varšavě. Od roku 1999 je spojován s nahrávacím studiem Elektra, jehož je spolumajitelem.
Během své kariéry spolupracoval s mnoha hudebníky, mezi něž patří například Acid Drinkers, Apteka, Edyta Bartosiewicz, Blenders, Buldog, Coma, Flapjack, Golden Life, Hunter, Illusion, Kobong, Kasia Kowalska, Paweł Kukiz, Lipali, Liroy, Maanam, Monika Brodka, Katarzyna Nosowska, O.N.A., Pogodno, Pustki, Plateau, Sidney Polak, Katarzyna Stankiewicz, T.Love, SBB, Skinny Patrini, Sweet Noise, Szymon Wydra a Vader.
V roce 2011 získal cenu Człowiek ze Złotym Uchem